# 1699 a tudományban
Az 1699. év a tudományban és a technikában.

## Születések
- március 23. – John Bartram természettudós és felfedező, őt tekintik „az amerikai botanika atyjá”-nak († 1777)

## Halálozások
- március 21. – Erhard Weigel német matematikus, a Lipcsei Egyetem professzora (* 1625)